# Деже Новак
Деже Новак (мађ. Novák Dezső; Јак, 3. фебруар 1939 — Будимпешта, 26. фебруар 2014) био је мађарски фудбалер који је играо као дефанзивац.
Током клупске каријере играо је за Ференцварош. За репрезентацију Мађарске учествовао је на Купу европских нација 1964. године. На три олимпијске игре такође је освојио две златне медаље 1964. и 1968. и бронзану медаљу 1960. године.
2004. добио је мађарски Орден за заслуге официрски крст.
Новак је умро 26. фебруара 2014, у 75. години живота.